# Alexander Wetmore
Alexander Wetmore (18. června, 1886, North Freedom, Wisconsin – 7. prosince 1978, Maryland) byl americký ornitolog, šestý sekretář Smithsonova institutu.

## Životopis
Alexander Wetmore se narodil roku 1886 v North Freedom ve Wisconsinu do rodiny venkovského lékaře. Již od mala projevoval zájem o přírodu a ornitologii, svůj první článek – „My Experience with a Red-headed Woodpecker“ – publikoval v pouhých čtrnácti letech v periodiku Bird-Lore. Vysokoškolské vzdělání získal na Univerzitě v Kansasu, přičemž souběžně pracoval v univerzitním muzeu pod vedením Charlese D. Bunkera. Studium roku 1912 zakončil bakalářským titulem a následně přesídlil do Washingtonu, D.C., kde roku 1916 získal titul Master of Science a roku 1920 i doktorský titul (na Univerzitě George Washingtona). Od roku 1910 pracoval pro federální služby. Pracoval pro Biologický průzkum (Biological Survey) Ministerstva zemědělství Spojených států amerických. V roce 1915 se zabýval mj. vlivem používání olověných broků na úhyn vodního ptactva.
Od dubna 1923 do července 1924 byl Wetmore vedoucím týmu vědců v rámci expedice USS Tanager, která zahrnovala pět biologických a geologických průzkumů severozápadních Havajských ostrovů a atolů Johnston a Wake. Členové expedice ve volné přírodě mj. pozorovali některé dnes již vyhynulé druhy ptáků, jako byl chřástal wakeský nebo šatovník Himatione fraithii. V roce 1924 nastoupil Wetmore do Smithsonova institutu jako superintendent Smithsonovské národní zoologické zahrady ve Washingtonu, D.C. V roce 1925 byl Wetmore jmenován asistentem sekretáře institutu a v letech 1945 až 1952 působil jakožto šestý sekretář této instituce. V roce 1929 se zúčastnil expedice Gifforda Pinchota, soustředící se na oblast Karibiku a jižního Tichomoří. V roce 1939 byl zvolen korespondentem Královské australasijské ornitologické unie.
Byl autorem publikace A Systematic Classification for the Birds of the World (1930, znovuvydáno v letech 1951 a 1960). Toto Wetmoreovo dílo se stalo široce uznávaným a zůstalo ceněné až do konce dvacátého století. V letech 1946 až 1966 podnikal Wetmore každoročně expedice do Panamy, aby studoval a sbíral exempláře ptáků Panamské šíje. Jeho čtyřsvazkové opus magnum, Birds of the Republic of Panama (Ptáci Panamské republiky), bylo vydáno prostřednictvím Smithsonova institutu v letech 1965 až 1984, poslední svazek vyšel posmrtně.
Na jeho počest bylo pojmenováno několik taxonů ptáků, včetně křídového rodu Alexornis a tangar Wetmorethraupis sterrhopteron (tangara fialovotemenná) a Buthraupis wetmorei (tangara Wetmoreova). Jeho jméno nese rovněž několik taxonů hmyzu, savců, plazů (včetně amejvy Wetmoreovy), obojživelníků, měkkýšů, jedna rostlina (argentinský kaktus), most v Panamě a Wetmoreův ledovec v Antarktidě.
Alexander Wetmore se v roce 1953 oženil s Annie Beatrice van der Biest Thielanovou, která se po jeho smrti v roce 1978 stala garantkou Americké ornitologické unie.